# Aéroport d'East London
Ne doit pas être confondu avec Aéroports de Londres.
L'aéroport d'East London (code IATA : ELS • code OACI : FAEL) également appelé King Phalo Airport depuis février 2021, est un aéroport desservant East London, une ville dans la province du Cap Oriental, sur la côte sud-est de l'Afrique du Sud. L’aéroport actuel fut construit en 1965 et porta de 1966 à 1994 le nom de Ben Schoeman, un ministre sud-africain des transports qui pilota le développement et la modernisation de nombreuses infrastructures du pays. 

## Situation
'
| Bloemfontein Mthatha Skukuza Richards Bay Polokwane/Pietersburg Pietermaritzburg Prétoria-Wonderboom Ulundi Upington Pilanesberg Le Cap Phalaborwa Port Elizabeth Kruger Mpumalanga Kimberley Mala Mala Durban George Plettenberg · Bay Hoedspruit Jo'bourg-Lanséria Jo'bourg-OR Tambo East London |

Carte statique des aéroports d'Afrique du Sud.Carte dynamique des aéroports d'Afrique du Sud.

## Statistiques
Pour des raisons techniques, il est temporairement impossible d'afficher le graphique qui aurait dû être présenté ici.

Voir la requête brute et les sources sur Wikidata.

### Impact de la pandémie de Covid-19
Pour des raisons techniques, il est temporairement impossible d'afficher le graphique qui aurait dû être présenté ici.

Voir la requête brute et les sources sur Wikidata.

## Compagnies aériennes et destinations
| Compagnies | Destinations                                      |
| ---------- | ------------------------------------------------- |
| Airlink    | Johannesbourg OR Tambo                            |
| CemAir     | Le Cap                                            |
| FlySafair  | Durban-King Shaka, Johannesbourg OR Tambo, Le Cap |

Édité le 24/05/2017  Actualisé le 20/11/2023